# Karl Babor
Karl Babor (* 23. August 1918 in Wien; † 21. Jänner 1964 bei Addis Abeba) war ein österreichischer SS-Hauptsturmführer und Lagerarzt in mehreren Konzentrationslagern.

## Leben
Karl Babor, promovierter Mediziner, trat November 1935 der SS (SS-Nummer 296.670) und der illegalen NSDAP bei, er beantragte am 28. Juni 1938 die reguläre Aufnahme in die NSDAP und wurde rückwirkend zum 1. Mai aufgenommen (Mitgliedsnummer 6.242.838). Ab November 1941 war er Lagerarzt im KZ Groß-Rosen und war dort, ebenso wie der Lagerarzt Friedrich Entress, an der Tötung fleckfiebererkrankter Häftlinge mittels Phenol- und Blausäureinjektionen beteiligt. Sowohl Babor als auch Entress erhielten für „Verdienste bei der Bekämpfung der Fleckfieberepidemie“ das Kriegsverdienstkreuz 2. Klasse.
Ab Mitte Juni 1942 waren Babor und Waldemar Wolter Assistenzärzte in der „Biochemischen Versuchsstation“ im KZ Dachau. Dort wurden unter der Leitung von Heinrich Schütz an Häftlingen Sepsisversuche durchgeführt, um die Wirksamkeit von biochemischen Heilmethoden gegenüber Sulfonamiden bei Infektionen zu testen. Insgesamt wurden zwischen Mitte und Ende 1942 vier Versuchsreihen durchgeführt. Bei den äußerst schmerzhaften und inhumanen Versuchen, bei denen Häftlingen auch der eigene Eiter injiziert wurde, starben mindestens 28 Häftlinge. Babor war danach im KZ Natzweiler-Struthof als Lagerarzt während der ersten dortigen Menschenversuche durch Haagen, Bickenbach und Hirt eingesetzt.
Zum 10. Dezember 1943 wurde Babor nach Oranienburg in eine höhere Funktion in das Hauptamt D im Amt D III zuständig für Sanitätswesen und Lagerhygiene im WVHA der Inspektion der Konzentrationslager versetzt. Ab August 1944 war er Truppenarzt beim I. Bataillon des SS Panzer-Grenadier-Regiments 6 „Theodor Eicke“ der 3. SS-Panzer-Division „Totenkopf“. November 1944 wurde er zum Hauptsturmführer befördert.
Nach Kriegsende geriet er in französische Kriegsgefangenschaft. Anfang der 1950er Jahre wanderte Babor nach Äthiopien aus und eröffnete eine Privatpraxis in Addis Abeba. Nachdem in Österreich wegen seiner Beteiligung an Konzentrationslagerverbrechen eine Fahndung lief, wurde Babor am 21. Januar 1964 in einem Fluss nahe Addis Abeba mit einer Schussverletzung tot aufgefunden. Die Leiche Babors wurde im Menelik-Krankenhaus in Addis Abeba identifiziert.
Zuvor hatte Simon Wiesenthal auf Babors medizinische Experimente an Häftlingen im KZ Groß-Rosen hingewiesen. Am 3. Januar 1964 berichtete die niederländische Zeitung Het Vrije Volk darüber, wobei Wiesenthal im selben Artikel in einem Interview ehemalige Häftlinge des KZ Groß-Rosen aufrief, sich zu diesem Fall als Zeugen zu melden. Babor selbst gab am 9. Januar 1964 gegenüber einem deutschen Journalisten zu, SS-Hauptsturmführer gewesen zu sein, bezeichnete aber die gegen ihn gerichteten Vorwürfe als versuchten Rufmord.